# Teregova község
Teregova község (románul: Comuna Teregova) község Krassó-Szörény megyében, Romániában. Központja Teregova, hozzá tartozik Ruszka.

## Népessége
A 2011-es népszámlálás adatai alapján a község népessége 3981 fő volt.